# Palm Harbor (Floride)
Palm Harbor est une census-designated place du comté de Pinellas, dans l'État de Floride, aux États-Unis,. En 2020, elle compte une population de 61 366 habitants.